# Antoine Becquerel
Antoine César Becquerel, född 7 mars 1788 i Châtillon-Coligny, död 18 januari 1878 i Paris, var en fransk fysiker. 
Becquerel blev 1808 officer i ingenjörkåren och deltog som sådan i spanska kriget 1810–1812. Kort därefter anställdes han som undervisningsinspektör vid École polytechnique, men användes dock fortfarande i militära uppdrag och deltog i 1814 års fälttåg. Sedan 1815 ägnade han sig uteslutande åt fysiska undersökningar och lärarverksamhet. År 1837 blev han lärare vid Muséum d'histoire naturelle. Becquerel blev ledamot av Franska vetenskapsakademien 1829 och Fellow of the Royal Society 1837. Han tilldelades Copleymedaljen sistnämnda år. Hans namn tillhör de 72 som är ingraverade på Eiffeltornet.
I sitt främsta verk "Traité expérimental de l'électricité et du magnétisme, et de leurs phénoménes naturels" (1834–1840) framställde han kritiskt och systematiskt såväl de av andra dittills-gjorda rönen på elektricitetens och magnetismens fält som de av honom själv gjorda upptäckterna. Dessutom författade Becquerel (stundom med sin son Edmond som medarbetare) åtskilliga andra fysiska verk. Bland hans vetenskapliga forskningar bör särskilt nämnas undersökningarna om de elektriska egenskaperna hos turmalinen, om metallernas ledningsförmåga, om värmets verkningar hos dåliga värmeledare och om frambringandet av elektricitet genom kontakt mellan olika stycken hos samma metall.